# Herbecke
Herbecke ist ein Ortsteil von Schalksmühle im Märkischen Kreis im Regierungsbezirk Arnsberg in Nordrhein-Westfalen (Deutschland). 

## Lage und Beschreibung
Herbecke liegt südlich des Schalksmühler Kernorts im Tal der Hälver und im unteren Bereich der unteren Talhänge auf der orografisch linken Seite des Flusses. Nachbarorte sind Rotthausen, Mathagen, Herberge, Buchholz, Löh, Am Neuenhaus, Hälver, Am Alten Hammer und Krampenhammer, sowie auf Halveraner Stadtgebiet Othmaringhausen, Wiene und In der Hälver. Der gleichnamige Bach Herbecke fließt an der Siedlung vorbei und mündet nahe dem unteren Teil des Orts in die Hälver.

## Geschichte
Herbecke erscheint erstmals als zwei einzelne Häuser im Hälvertal auf den Messtischblättern der TK25 in der Ausgabe 1921. Ab Mitte des 20. Jahrhunderts wuchs die Siedlung in Richtung Norden parallel zur Hälver (Straße Am Hälverhang) und in Richtung Westen entlang dem Bach Herbecke den Hang hinauf.